# Melanie De Biasio
Melanie De Biasio (Charleroi, 12 juli 1978) is een Belgische zangeres, componist en fluitist.

## Jeugd
De Biasio, geboren te Charleroi, is de dochter van een Belgische moeder en Italiaanse vader. Ze leerde ballet vanaf driejarige leeftijd en dwarsfluit vanaf haar achtste. Als fan van bands zoals Nirvana, Portishead, Pink Floyd en Jethro Tull ging ze op 15-jarige leeftijd spelen in een rockband. Na drie jaar zangstudies aan het Koninklijk Conservatorium Brussel ontving ze de eerste prijs en een diploma met hoogste onderscheiding. In 2004, tijdens een tournee door Rusland, liep De Biasio een zware longontsteking op, waardoor ze een jaar lang niet in staat was te zingen. Gedurende deze periode ontwikkelde ze haar typerende fluisterende zangstijl.

## Muzikale carrière
Kort nadat ze was afgestudeerd, vroeg haar saxofoondocent aan het conservatorium, jazzmuzikant Steve Houben, haar om deel te nemen aan zijn concerten, waardoor ze de kans kreeg op te treden op meerdere festivals en grote muziekevenementen in België. In 2006 werd zij genomineerd voor een Django d'Or in de categorie 'Jong Talent'. Een jaar later verscheen haar debuutalbum A Stomach is Burning bij Igloo Records. Het werd enthousiast onthaald door recensenten en won de prijs voor beste jazzalbum bij de Octaves de la musique.
In 2013 tekende De Biasio een langdurig contract bij het onafhankelijke label [PIAS]. Kort daarna bracht ze haar tweede album uit, No Deal, dat wordt omschreven als een eenvoudig en sensueel werk. Muziektijdschrift Rolling Stone gaf het album vier sterren en JazzNews nam het op in hun 'beste 25 beste albums ooit'. Jamie Cullum prees het album aan in zijn radioprogramma op NPR. Radiohead-drummer Phil Selway koos het als zijn favoriete album van 2014 en liet optekenen dat het klonk alsof Billie Holiday binnenwandelde tijdens een opnamesessie van een Mark Hollis-soloplaat.
In 2014 was De Biasio de tweede Belgische artiest die werd uitgenodigd bij Later with Jools Holland, na Zap Mama bijna twintig jaar eerder. Ze speelde dat jaar ook in het voorprogramma tijdens de Europese tournee van Eels. In 2015 kwam in samenwerking met artiesten als The Cinematic Orchestra, Eels en Gilles Peterson het remixalbum No Deal tot stand. Datzelfde jaar stond De Biasio als een van de hoofdartiesten op het podium van het Montreux Jazz Festival in Tokio.
De Biasio werd in 2016 door Gilles Peterson uitgeroepen tot beste liveartiest en ontving tevens de prijs voor Track van het Jaar. In datzelfde jaar won ze ook de European Border Breakers Award en de Prix du Champagne in Frankrijk, evenals prijzen van de Octaves de la musique, D6Bels en de medaille Chevalier wallon in België. Op het Haldern Pop Festival 2016 deelde ze het podium met Damien Rice, voor een cover van Nina Simones 'Be My Husband'.
Eveneens in 2016 nam De Biasio samen met haar band een verkennende versie op van een nieuwe track waaraan ze reeds enige tijd werkte. Zij was aangenaam verrast door de bijna 25 minuten durende take en besloot opnieuw uit te brengen in de vorm van een ep, getiteld Blackened Cities. Het hoesontwerp van de ep bevatte een door Stephan Vanfleteren genomen zwart-witfoto van De Biasio's geboortestad Charleroi.
In 2017 verscheen haar derde studioalbum, Lilies. Het album werd opnieuw gunstig onthaald en De Biasio ontving wederom meerdere prijzen, waaronder die van Componist van het Jaar op de Music Industry Awards en D6Bels. Kort daarna gaf ze drie uitverkochte concerten op rij in de Ancienne Belgique. De Biasio begon daarna aan een twee jaar durende tournee met concerten op festivals en in zalen over de hele wereld. Gedurende deze tournee werd haar Eels-remix 'I feel You' gebruikt in de teaser voor de film Alien: Covenant van regisseur Ridley Scott.
In 2018 ontving De Biasio van de president van Italië de titel Cavaliere Della Stella d'Italia.

## Maatschappelijke projecten
In 2011 begon De Biasio, in samenwerking met non-profitorganisatie Avanti, voor een periode van twee jaar aan een collectief creatief project met gevangenen, waarbij het accent op stem, beweging, adem en ritme lag. Het eindresultaat was een lovend ontvangen voorstelling in de gevangenis.
In 2017 kocht De Biasio, in samenwerking met tien kunstmecenassen uit Charleroi, het huis dat in 1877 gebouwd was voor Jules Audent, de toenmalige burgemeester van de stad. Het gebouw was daarvoor gedurende lange tijd in gebruik bij het Italiaanse consulaat. Na grondige renovatiewerken werd het gebouw gebruikt als een artiestenresidentie, genaamd L'Alba - House of Shared Talents.

## Onderscheidingen

### Prijzen
- 2001: Koninklijk Conservatorium Brussel Jazz - 1ste prijs met hoogste onderscheiding
- 2006: Django d'Or Awards - Genomineerd in categorie 'Jong Talent'
- 2008: Octaves de la musique - Winnaar in categorie 'Beste Jazzalbum'
- 2013: Octaves de la musique - Winnaar in categorie 'Beste Artiest'
- 2014: Octaves de la musique - Winnaar in categorie 'Beste Album'
- 2015: Gilles Peterson's Worldwide Awards - Winnaar in categorie 'Beste Liveact'
- 2015: Gilles Peterson's Worldwide Awards - Genomineerd in categorie 'Beste Album van 2014'
- 2015: Prix du Champagne 2015 - Winnaar
- 2016: D6Bels Awards - Winnaar in categorie 'Muzikant van het Jaar'
- 2016: D6Bels Awards - Winnaar in categorie 'Auteur & Componist van het Jaar'
- 2016: Gilles Peterson's Worldwide Awards - Winnaar in categorie 'Track van het Jaar'
- 2016: Music Industry Awards - Winnaar in categorie 'Beste Artwork'
- 2017: D6Bels Awards - Winnaar in categorie 'Beste Album'
- 2017: D6Bels Awards - Winnaar in categorie 'Beste Videoclip'
- 2017: D6Bels Awards - Winnaar in categorie 'Auteur & Componist van het Jaar'
- 2017: Music Industry Awards - Winnaar in categorie 'Auteur & Componist van het Jaar'

### Eretekens
- 2014: Medaille Ridder Mérite Wallon
- 2019: Ridder in de Orde van de Ster (Italië)

## Discografie

### Studioalbums
- 2007: A Stomach is Burning
- 2013: No Deal
- 2016: Blackened Cities (ep)
- 2017: Lilies
- 2023: Il Viaggio

### Remixalbums
- 2015: No Deal Remixed

### Singles
- 2013: The Flow
- 2017: Your Freedom is the End of Me
- 2017: Gold Junkies